# Сенданськ
Сенданськ (пол. Sędańsk, нім. Seedanzig) — село в Польщі, у гміні Щитно Щиценського повіту Вармінсько-Мазурського воєводства.
Населення — 314 осіб (2011).
У 1975-1998 роках село належало до Ольштинського воєводства.

## Демографія
Демографічна структура станом на 31 березня 2011 року:
|          | Загалом | Допрацездатний вік | Працездатний вік | Постпрацездатний вік |
| -------- | ------- | ------------------ | ---------------- | -------------------- |
| Чоловіки | 147     | 25                 | 106              | 16                   |
| Жінки    | 167     | 30                 | 109              | 28                   |
| Разом    | 314     | 55                 | 215              | 44                   |